# Osvaldo González
Osvaldo Alexis González Sepúlveda (Concepción, Chile, 10 de agosto de 1984) es un futbolista profesional chileno que se desempeña como defensor central en Universidad de Concepción de la Primera B de Chile. 
Fue internacional absoluto con la Selección de fútbol de Chile desde 2008 hasta 2017.

## Trayectoria

### Universidad de Concepción
Debutó en Primera B el año 2002 disputando un encuentro. En 2004 jugó a préstamo en Naval de Talcahuano y en 2005 estuvo en el Figueirense brasileño. Debutó en Primera División jugando para Universidad de Concepción en el año 2005, club donde logró destacar y perfeccionarse en su labor de lateral derecho.
Así poco a poco comenzó a afirmarse como titular, moviéndose poco a poco como defensor central eso sí, hasta que en el Torneo de Clausura 2007 su club logró llegar a la final del torneo donde se enfrentaron a Colo Colo, siendo esta además la primera definición por el título en su historia desde su creación en 1994 (siendo el equipo profesional más joven en lograrlo), la primera final se disputó el 20 de diciembre de 2007 en el Estadio Municipal de Concepción y los "albos" ganaron por la cuenta mínima con solitario gol de Gustavo Biscayzacú, la revancha se jugó tres días después en el Estadio Monumental y los albos campeonaron ganando por 3-0 (4-0 global).
El 16 de agosto de 2008 marcó su primer gol como profesional en el triunfo por 2-0 sobre Huachipato en calidad de local.
En su paso por el conjunto penquista jugó 84 partidos marcando 1 gol.

### Universidad de Chile
Posteriormente, a mediados de 2008, el joven zaguero de 23 años fue fichado por Universidad de Chile a cambio de 500 mil dólares firmando un contrato de 4 años.
Debutó en los azules el 29 de junio por la segunda fecha del Clausura 2008 en la trabajada victoria por 2-1 sobre Ñublense jugando como defensor durante todo el encuentro. Su primer gol como azul vino unos meses después el 28 de octubre en el clásico universitario contra Universidad Católica, abrió el marcador al minuto 36 tras aprovechar una serie de errores y finalmente los azules ganaron por 2-1.
Terminaron la fase regular del Apertura 2008 en la primera posición con 38 puntos en 18 jornadas y 12 victorias, además clasificándose a la Copa Libertadores 2009. Entrando también a los Playoffs donde fueron eliminados sorpresivamente por Cobreloa en cuartos de final por un global de 5-3 (0-3 en Calama y 3-2 en Santiago)
En su primer semestre en la Universidad de Chile fue titular inamovible en el esquema de Arturo Salah jugando 20 duelos y marcando una vez.
El 14 de marzo de 2009 anotó un gol en el triunfo por 3-1 sobre Audax Italiano por la séptima fecha del Torneo de Apertura, siendo esta su segunda anotación con la camiseta de la U. Mientras tanto por la Copa Libertadores avanzaron a octavos de final tras vencer dramáticamente 2-1 a Aurora en la altura de Bolivia, ahí se vieron las caras con Cruzeiro de Belo Horizonte perdiendo por un 3-1 global (1-2 en Chile y 0-1 en Brasil). González jugó 9 de 10 partidos (todos de titular) por la U en aquella Libertadores.

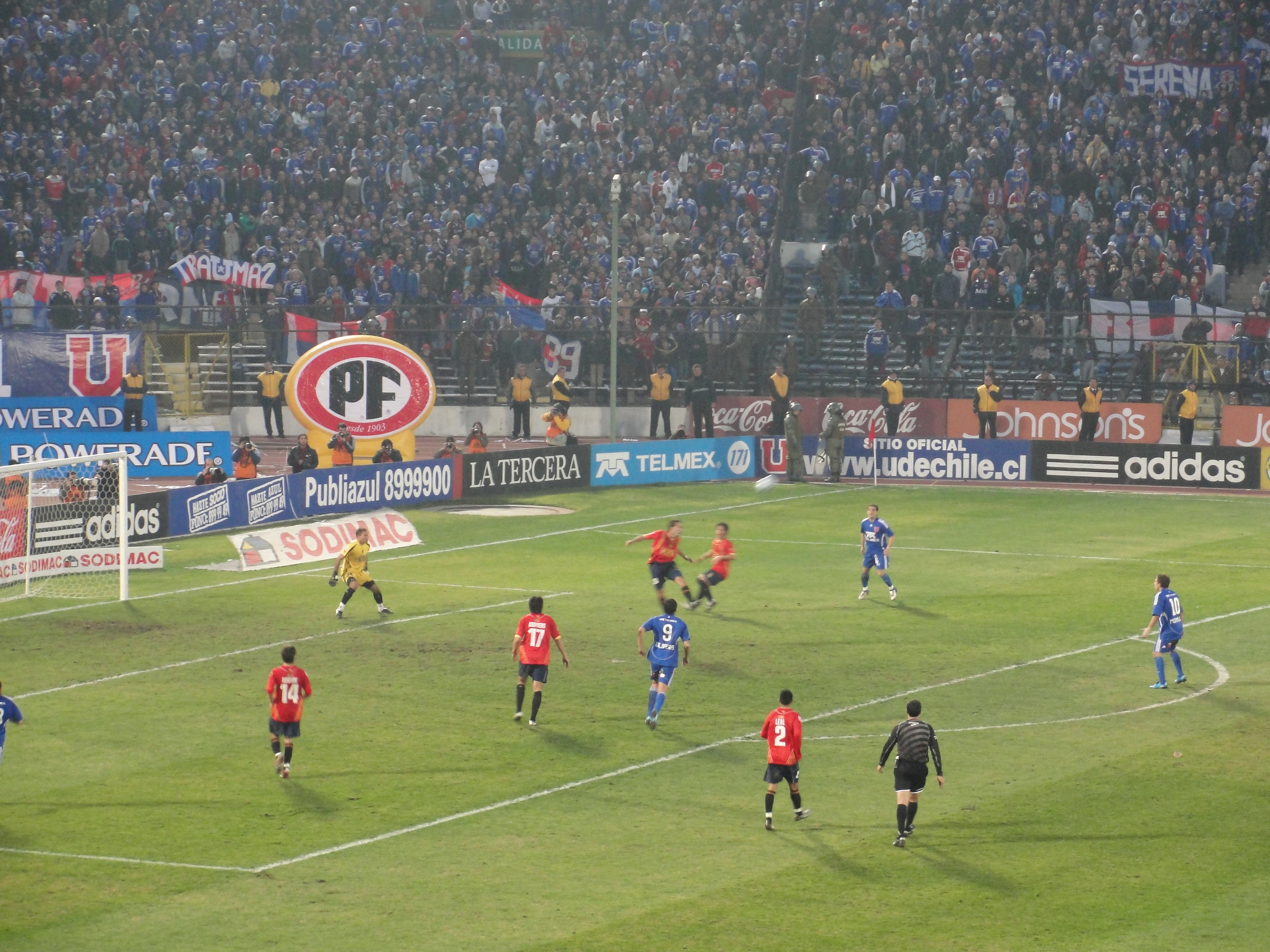
Imagen de la final ida del Apertura 2009 entre la "U" y Unión Española disputada en el Estadio Nacional el día 4 de julio.

Regresando al torneo local los laicos llegaron a la final del Apertura 2009 donde jugaron por el título contra la Unión Española, el duelo de ida se disputó el 4 de julio en el Estadio Nacional y ambas escuadras igualaron uno a uno, todo se definió tres días después en el Estadio Santa Laura y la U ganó por la cuenta mínima con solitario gol de Juan Manuel Olivera coronándose campeón del fútbol chileno por 13.ª vez en su historia, Osvaldo se fue expulsado en el cotejo de vuelta al minuto 79 por doble amarilla.
González jugó poco solo 14 partidos de 23 posibles, esto producto de un desgarro que lo hizo perderse varios encuentros entre enero y febrero.
En la Copa Sudamericana 2009 llegaron hasta los cuartos de final siendo eliminados por Fluminense por un global de 2-3. El 31 de octubre del mismo tuvo un clásico universitario para el olvido contra la Católica por la Fecha 16 del Torneo Clausura, al minuto 35 de partido bajó en el área a Milovan Mirosevic y el árbitro Carlos Chandía decreto penal, la UC finalmente ganó por 3-2 algo que hipotecó la clasificación de los azules a los Play-offs, en el final del partido ocurrió una batalla campal entre jugadores y González se enfrascó en una discusión con Jorge Ormeño, ambos fueron expulsados. Los azules finalmente quedaron fuera de los Play-offs al finalizar décimos con 21 puntos, a cuatro del octavo lugar.
Ese mismo año fue el Mejor Defensa del año en el campeonato chileno por la ANFP.

### Toluca
El 9 de enero del 2010, se convirtió en el nuevo refuerzo del Deportivo Toluca de la Primera División de México pagándole un monto de dos millones de dólares a la Universidad de Chile (club dueño de su pase) y firmando por cuatro años, donde además compartió vestuario con su compatriota Héctor Mancilla.
Debutó el 16 de enero por la primera jornada del Torneo Bicentenario 2010 jugando de titular todo el partido en la caída por 1-3 ante Chivas de Guadalajara. El 4 de abril marcó su primer gol en México, esto fue al minuto 32 tras un córner saltó más que todos dentro del área y de cabeza marcó el 2-0 sobre Estudiantes Tecos en un partido que terminó 5-0 a favor de su equipo en el Estadio Nemesio Díez.
El 15 de mayo se jugaron las semifinales vuelta del torneo mexicano y Toluca accedió a la final tras vencer por la cuenta mínima a Pachuca con solitario gol de Antonio Ríos Martínez luego de haber igualado 2-2 en la ida (ganando la llave por un 3-2 global), en el partido de vuelta González su fue expulsado al minuto 43 por doble amarilla. Debido a su tarjeta roja, se perdió la primera final entre Toluca y Santos Laguna que terminó en igualdad 2-2, volvió de su sanción el 22 de mayo para disputar la final vuelta en el Estadio Nemesio Díez que terminó 0-0 en los 120 minutos sumando el alargue y en penales finalmente el Toluca se consagró campeón por un 4-3 global bajando su 10.ª estrella.
Logró una muy buena campaña conquistando el título de campeón del Torneo Bicentenario 2010 como titular inamovible por la banda derecha jugando 19 partidos y anotando 2 goles, sumando un total de 1.609 minutos en cancha.
El 15 de septiembre del mismo año marcó su primer gol internacional abriendo el marcador al minuto 16 en la goleada por 3-0 sobre Puerto Rico Islanders por el Grupo D de la Liga de Campeones de la Concacaf 2010-11.
El 27 de febrero del 2011 anotó un gol en la caída por 4-3 frente al América por la octava jornada del Torneo de Clausura.

### Regreso a Universidad de Chile
Después de un año y medio en México, Osvaldo finalmente regresó a la Universidad de Chile el 15 de julio del 2011 llegando a préstamo por un año con opción de compra, siendo presentado diez días después junto a Paulo Magalhaes.

#### Temporada 2011
Re-debutó el 30 de julio por la jornada inaugural del Clausura 2011 frente a Deportes La Serena jugando todo el encuentro en la goleada por 3-0 de su equipo. El 30 de octubre jugó su primer superclásico desde su vuelta a la U donde se enfrentó a Colo Colo por la Fecha 14 del Clausura 2011 en el Estadio Monumental en un duelo que tuvo de todo, buen fútbol, polémica y muchas tarjetas, al minuto 45 del primer tiempo González tocó con la mano una pelota dentro del área que terminó en lanzamiento penal, tras esto Claudio Puga (juez debutante en esta clase de partidos) le mostró la segunda amarilla siendo expulsado y la U quedando con 9 (Hace unos minutos atrás expulsaron a Charles Aránguiz por una violenta infracción), finalmente "albos" y "azules" igualaron 2-2 en un duelo con mucha pierna fuerte, para Colo Colo anotó Esteban Paredes en doble oportunidad y para la U Aránguiz y un autogol de Osmar Molinas al minuto 90+10' de agregado. Tras este polémico "superclásico" González fue suspendido por una fecha.
El 23 de noviembre marcó su primer gol en su regreso a la U y fue un gol importante ya que marco la igualdad 1-1 final al minuto 78 contra Vasco da Gama en Brasil por la ida de las Semifinales de la Copa Sudamericana 2011, una semana después se jugó la revancha en tierras chilenas y los azules ganaron por 2-0 con goles de Gustavo Canales y Eduardo Vargas clasificándose a su primera final internacional de su historia.

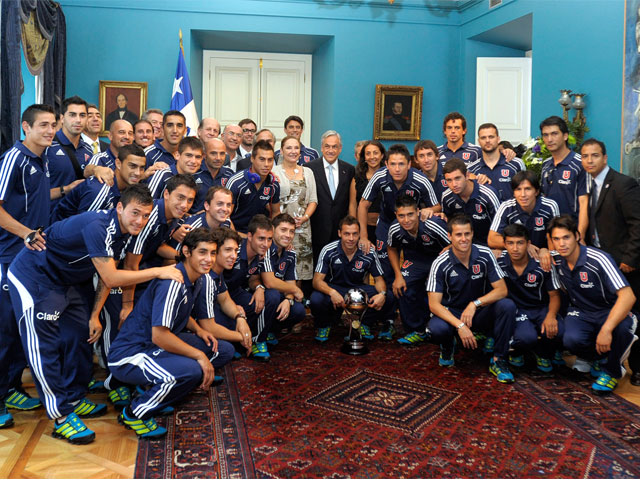
Osvaldo González junto al plantel de la «U» campeón de la Copa Sudamericana 2011, siendo recibidos por el entonces presidente Sebastián Piñera en el Palacio de La Moneda.

El 8 de diciembre del 2011, la U jugó la primera Final de la Copa Sudamericana contra Liga de Quito en el Estadio Rodrigo Paz Delgado en Ecuador y frente a 41 mil espectadores darían la sorpresa ganando por la cuenta mínima con solitario gol de Eduardo Vargas. La revancha se jugó seis días después en el Estadio Nacional Julio Martínez Prádanos y la "U" daría un carnaval de fútbol goleando por 3-0 con goles de Eduardo Vargas al minuto 3, Gustavo Lorenzetti al 79 y nuevamente Edu Vargas al 87 logrando así el primer título internacional en la Historia del Club Universidad de Chile. González fue una de las piezas claves en el primer título internacional en la historia de la U jugando 12 partidos de 14 como defensa por derecha y marcando un gol en los 1.071 minutos que estuvo en cancha, formando una línea de tres de miedo junto a Marcos González (líbero) y José Rojas (defensa izquierdo) en el esquema de Jorge Sampaoli.
Regresando al torneo local ya en las semifinales del Clausura se enfrentaron a la Universidad Católica el duelo de ida terminó 2-1 a favor de los azules, mientras que en la vuelta cayeron por el mismo marcador terminando la llave en un global 3-3 pero se clasificaron a la final por tener mejor posición en la tabla regular (La U terminó líder), González marcó el gol azul en la vuelta.
En la final del Torneo de Clausura 2011 se enfrentaron a Cobreloa, la ida jugada el 26 de diciembre igualaron 0-0 en el Zorros del Desierto y la vuelta en el Nacional la "U" goleó por 3-0 cerrando así un mágico 2011 con su tercer título anual.
González nuevamente fue pieza clave en este título azul al jugar 19 encuentros de 25 partidos (sumando la definición Pre Sudamericana).

#### Temporada 2012
Sus buenas actuaciones despertaron el interés de muchos clubes europeos, como Málaga y Fiorentina entre otros.
El 19 de abril del 2012 marcó el gol de la victoria en el triunfo por 2-1 sobre Atlético Nacional al minuto 69, tras un centro de Marcelo Díaz que fue peinado por el defensor y así la U terminó como líder del Grupo 8 de la Copa Libertadores.
El 3 de mayo fue expulsado en la categórica caída por 4-1 sobre Deportivo Quito por los octavos de final de la Copa Libertadores en el Estadio Olímpico Atahualpa,  una semana después en el duelo de revancha la "U" (Sin González que estaba suspendido) remontó y goleó por un contundente 6-0 en el Estadio Nacional.
Avanzaron a semifinales de la Copa topándose con Boca Juniors, el primer partido se jugó el 14 de junio en el mítico Estadio La Bombonera, el conjunto chileno sufrió una dura derrota por 2-0 ante los "xeneizes", condicionando su opción de llegar a su primera final en la historia de la Copa Libertadores de América, el duelo revancha se jugó siete días después en un Estadio Nacional repletó que esperaba ver una nueva hazaña del equipo de Sampaoli. Los azules lucharon los 90 minutos para poder marcar los 3 goles que necesitaba para llegar a la final, sin embargo, no logró su objetivo, sumado al buen planteamiento defensivo del cuadro xeneize, el partido terminó 0-0, dejando eliminados a los azules con un global de 0-2 en contra y clasificando a los argentinos a la final, González saldría al minuto 61 por Paulo Magalhaes.
Mientras tanto en el Torneo de Apertura 2012 terminaron como líderes en la tabla general y avanzaron hasta la final del torneo enfrentándose a O'Higgins. La ida se jugó en el Estadio El Teniente disputándose en una cancha muy pesada, debido a la persistente lluvia que cayó ese día antes y durante el desarrollo del partido que terminó 2-1 a favor del conjunto de Rancagua. La revancha se disputó el 2 de julio en un Nacional repleto, la "U" ganó con el mismo marcador dejando 3-3 el global en un partido con algo de polémica, para los azules marcaron Charles Aránguiz y Guillermo Marino el 2-1 definitivo al minuto 90+2, mientras que Ramón Fernández marcó para los celestes, la definición del título se definió en lanzamientos penales donde Johnny Herrera se vistió de héroe al atajar tres penales y en el último que atajó a (Enzo Gutiérrez) le dio a los azules la estrella 16 de su historia y su primer tricampeonato.
Haciendo un resumen del primer semestre de los azules, Osvaldo González fue pieza fundamental tanto en la campaña de la Copa Libertadores 2012 como en el Torneo de Apertura 2012 llegando a semifinales y siendo campeón respectivamente, en el primero jugó los 11 encuentros marcando 1 gol y en el segundo jugó 18 encuentros de 25 posibles. Además fue elegido como el mejor central derecho en la Gala de Fútbol del SIFUP.
En julio del 2012 la U paga la cláusula de $750.000 dólares al Toluca mexicano haciéndose así con el 100% de su pase del defensor, González firmó un contrato por tres años con los laicos hasta mediados de 2015.
Para el segundo semestre del año los azules alcanzaron los cuartos de final del Clausura 2012 siendo eliminados por Unión Española, mientras que en la Copa Sudamericana 2012 llegaron hasta octavos de final y fueron subcampeones de la Recopa Sudamericana y la Copa Suruga Bank.
También formó parte del Equipo Ideal de América en 2012.

#### Temporada 2013
Durante el primer semestre del 2013 jugó muy poco, enero sufrió una pubalgia que lo marginó durante 2 meses y medio de las canchas volviendo a mediados de marzo y en principios de mayo sufrió un desgarro que lo dejó fuera del Torneo de Transición 2013, torneo en el que jugó apenas 4 partidos, esta sobrecarga de lesiones seguidas y molestias musculares se debe también a haber jugado infiltrado durante 8 meses el año 2012.
Tras estas constantes lesiones se rumoreaba que el volante dejaría la U pero a través de su cuenta de Twitter el defensor nacional confirmó que seguiría en los azules.

#### Temporada 2013/14
El primer desafío de la Temporada 2013-14 fue la Supercopa de Chile donde se enfrentaron a la Unión Española en el Estadio Regional Calvo y Bascuñán de Antofagasta y los azules cayeron por 2-0, duelo en el que "Rocky" fue expulsado al minuto 76 tras un encontronazo con Gustavo Canales, el ariete hispano le dio un manotazo en el rostro al defensor, quien de vuelta le respondió.
Luego de este encuentro sufrió un desgarro que lo dejó dos meses fuera de las canchas, volvió el 18 de septiembre en la categórica caída por 4-0 sobre Lanús por Copa Sudamericana.
Mientras que por el Torneo de Apertura 2013 terminaron en el cuarto lugar y tuvieron que jugar una liguilla para clasificar a la Copa Libertadores 2014, liguilla en la que ganaron y clasificaron, González jugó solo 8 encuentros (5 por la fase regular y 3 por la Liguilla Pre-Libertadores), el año 2013 estuvo plagado de lesiones para el defensor chileno en el que jugó poco y nada.
Durante el primer semestre del año 2014 recuperó la titularidad y regularidad que había perdido el año pasado jugando 15 duelos por el Torneo Clausura 2014, también jugó los ocho duelos de la U en su campaña en la Copa Libertadores 2014 aunque los resultados deportivos no fueron buenos porque en el primer torneo terminaron en el 12° puesto, mientras que en la Libertadores igualaron 1-1 contra Defensor Sporting en Uruguay por la última fecha del Grupo 5.

#### Temporada 2014/15
El 19 de octubre del 2014 Colo Colo venció por 2-0 a la Universidad de Chile con goles de Paredes y Beausejour en un nuevo superclásico por la jornada 11 del Torneo de Apertura, González se fue expulsado al minuto 80 tras una agresión a Juan Delgado dejando a la U con 9 en ese momento y recibiendo una fecha de sanción junto a su compañero José "Pepe" Rojas, también completó un desastroso registro en sus 10 primeros superclásicos disputados tras lograr solo 1 victoria, 1 empate y 8 derrotas, además de 2 expulsiones.
El 6 de diciembre se disputó la última fecha del Torneo de Apertura 2014; la "U", Santiago Wanderers y Colo Colo jugaron en simultáneo para definir al campeón del torneo, la U y Colo Colo llegaron igualados con 41 puntos y Wanderers con un punto menos, la U definía con Unión La Calera en el Nacional, mientras que Colo Colo y Wanderers en Valparaíso, en un reñido partido los azules lograron abrir la cuenta recién al minuto 89 tras un polémico penal convertido por Gustavo Canales desatando la algarabía en el coloso de Nuñoa, tres minutos después al 90+3' Matías Mier abrió la cuenta en Valparaíso para Wanderers y al 90+5' Gonzalo Barriga sepultó las aspiraciones albas, "Rocky" fue titular todo el encuentro cumpliendo una buena actuación, por ende la U fue campeón del Apertura con 44 puntos (uno más que Wanderers) bajando su estrella número 17.
González fue una de las piezas claves en el esquema de Martín Lasarte en aquel título jugando 14 partidos como defensor central, sumando un total de 1.238 minutos en cancha.
Tras este campeonato tendrían un magro primer semestre en 2015 quedando tempranamente fuera de la lucha por el título en el Torneo de Clausura finalizando en el séptimo lugar con sólo 26 unidades, mientras que por la Copa Libertadores 2015 los azules tuvieron una paupérrima participación, solo ganaron 1 partido de 6 en su grupo quedando últimos con apenas 3 unidades.
Luego de esto se rumoreó que el defensa dejaría la U ya que su contrato expiraba el 31 de julio y también por problemas personales, además de haber recibido ofertas tales como de su club formador Universidad de Concepción y Deportivo Toluca para regresar a México, sin embargo y luego de largas negociaciones renovó el 2 de junio de 2015 por dos años más con el conjunto azul hasta mediados de 2017.

#### Temporada 2015/16
El 30 de septiembre del 2015, se coronó campeón de la Supercopa de Chile, ese partido terminó con victoria 2-1 a favor de los azules sobre la Universidad de Concepción en el Estadio Germán Becker de Temuco, para la U anotaron Cristián Suárez al 9 y Matías Rodríguez al 80 mientras que para el "campanil" descontó Fernando Manríquez al minuto 90+2 de penal.
El 2 de diciembre se disputó la final de la Copa Chile 2015 en donde se enfrentaron los 2 clubes más grandes del país, Colo Colo y la Universidad de Chile en el Estadio La Portada de La Serena, la U abrió la cuenta al minuto 25 con un golazo de Mathías Corujo y luego al minuto 90+2' Luis Pedro Figueroa anotó de rebote el 1-1 final que obligó a lanzamientos penales donde la U campeón frente al clásico rival por 5-3 con un notable Johnny Herrera que primero atajo un penal a Martín Rodríguez y luego anotó el quinto penal de su equipo dándoles el título.
El 15 de junio de 2016 se desvinculó de la Universidad de Chile poniendo fin así a su segunda etapa en el cuadro azul que duró cinco años, durante su estadía en el conjunto estudiantil se consagró campeón de los torneos Clausura 2011, Copa Sudamericana 2011, Apertura 2012, Copa Chile 2012-13, Apertura 2014, Supercopa de Chile 2015 y la Copa Chile 2015, tras la llegada de Christian Vilches al equipo de Sebastián Beccacece.

### Segunda etapa en Toluca
El 15 de junio del 2016, se confirma el retorno del defensor central de 31 años al Deportivo Toluca, por un período de dos años.

## Selección nacional

### Selección absoluta
En diciembre de 2007, fue nominado por primera vez a la selección chilena de la mano de Marcelo Bielsa, para jugar un par de amistosos en tierras asiáticas contra las selecciones de Japón, en Tokio, y Corea del Sur, en Seúl, los días 26 y 30 de enero, respectivamente. Precisamente, hizo su debut oficial a nivel absoluto ante Corea del Sur, ingresando a los 92' de juego en reemplazo de Eduardo Rubio.
Durante el mismo año, fue convocado para disputar amistosos contra Guatemala y Panamá, jugando como titular los 90' en el primero de ellos.
En enero de 2009, volvió a ser citado para un amistoso contra Honduras, en el cual se perfilaba como titular. Sin embargo, se desgarro horas antes del partido.
Durante 2012, fue convocado por Claudio Borghi para encarar los duelos clasificatorios contra Bolivia y Venezuela, en el mes de junio. Ambos encuentros culminaron con triunfo para Chile por 2 a 0, siendo titular y jugando los 90'. Posteriormente, vio acción ante Ecuador el 12 de octubre del mismo año, recibiendo tarjeta amarilla a los 75' de juego en la derrota chilena 3 a 1 en el Estadio Olímpico Atahualpa de Quito, además quedando suspendido para el próximo duelo contra Argentina por la próxima fecha eliminatoria.
En enero de 2013 fue nominado a la primera nomina del nuevo técnico de la selección Jorge Sampaoli para los amistosos contra Senegal y Haití en tierras nacionales, pero debió bajarse debido a una pubalgia esto también se debe a haber jugado infiltrado durante 8 meses en 2012. Su regreso a la selección se produjo un año más tarde en enero de 2014 para jugar un amistoso contra Costa Rica en el Estadio Francisco Sánchez Rumoroso el día 22 de enero, y efectivamente fue así ingresó al minuto 71 por José Rojas en la goleada de "La Roja" por 4-0.
Su último partido a nivel absoluto lo disputó el 28 de enero de 2015, bajo la dirección técnica de Jorge Sampaoli, en un encuentro amistoso jugado en el Estadio El Teniente de Rancagua contra Estados Unidos, siendo titular todo el encuentro que culminó en victoria 3 a 2 en favor de la "Roja".
Fue una de las sorpresas en la nómina que entregó el DT de la selección chilena, Juan Antonio Pizzi, para enfrentar a Paraguay y Bolivia en el marco de las Clasificatorias Sudamericanas Rusia 2018 los días 31 de agosto y 5 de septiembre de 2017, respectivamente. Sin embargo, y pese a que se especuló con una posible titularidad ante los altiplánicos, finalmente el elegido para jugar fue Paulo Díaz, ante la ausencia de Gonzalo Jara por suspensión.

#### Participaciones en Clasificatorias a Copas del Mundo
| Eliminatorias             | País   | Resultado   | Posición | Partidos | Goles |
| ------------------------- | ------ | ----------- | -------- | -------- | ----- |
| Eliminatorias Brasil 2014 | Brasil | Clasificado | 3.º      | 3        | 0     |
| Eliminatorias Rusia 2018  | Rusia  | Eliminado   | 6.º      | 0        | 0     |

### Partidos internacionales
Actualizado hasta el 28 de enero de 2015.
| 1     | 30 de enero de 2008      | Estadio Mundialista de Seúl, Seúl, Corea del Sur                          | Corea del Sur          | 0-1 | Chile          |   | Amistoso                      |
| 2     | 4 de junio de 2008       | Estadio El Teniente, Rancagua, Chile                                      | Chile                  | 2-0 | Guatemala      |   | Amistoso                      |
| 3     | 24 de septiembre de 2008 | StubHub Center, Los Ángeles, Estados Unidos                               | México                 | 0-1 | Chile          |   | Amistoso                      |
| 4     | 7 de septiembre de 2010  | Estadio Lobanovsky Dynamo, Kiev, Ucrania                                  | Ucrania                | 2-1 | Chile          |   | Amistoso                      |
| 5     | 9 de octubre de 2010     | Estadio Sheikh Zayed, Abu Dabi, Emiratos Árabes Unidos                    | Emiratos Árabes Unidos | 0-2 | Chile          |   | Amistoso                      |
| 6     | 12 de octubre de 2010    | Estadio de la Policía Real de Omán, Mascate, Omán                         | Omán                   | 0-1 | Chile          |   | Amistoso                      |
| 7     | 29 de marzo de 2011      | Kyocera Stadion, La Haya, Holanda                                         | Chile                  | 2-0 | Colombia       |   | Amistoso                      |
| 8     | 29 de febrero de 2012    | PPL Park, Chester, Estados Unidos                                         | Chile                  | 1-1 | Ghana          |   | Amistoso                      |
| 9     | 2 de junio de 2012       | Estadio Hernando Siles, La Paz, Bolivia                                   | Bolivia                | 0-2 | Chile          |   | Clasificatorias a Brasil 2014 |
| 10    | 9 de junio de 2012       | Estadio Olímpico Gral. José Antonio Anzoátegui, Puerto La Cruz, Venezuela | Venezuela              | 0-2 | Chile          |   | Clasificatorias a Brasil 2014 |
| 11    | 12 de octubre de 2012    | Estadio Olímpico Atahualpa, Quito, Ecuador                                | Ecuador                | 3-1 | Chile          |   | Clasificatorias a Brasil 2014 |
| 12    | 14 de noviembre de 2012  | AFG Arena, San Galo, Suiza                                                | Chile                  | 1-3 | Serbia         |   | Amistoso                      |
| 13    | 22 de enero de 2014      | Estadio Francisco Sánchez Rumoroso, Coquimbo, Chile                       | Chile                  | 4-0 | Costa Rica     |   | Amistoso                      |
| 14    | 28 de enero de 2015      | Estadio El Teniente, Rancagua, Chile                                      | Chile                  | 3-2 | Estados Unidos |   | Amistoso                      |
| Total | Total                    | Total                                                                     | Presencias             | 14  | Goles          | 0 |                               |

| Selección chilena | Selección chilena | Selección chilena |
| Año               | Partidos          | Goles             |
| ----------------- | ----------------- | ----------------- |
| 2008              | 3                 | 0                 |
| 2010              | 3                 | 0                 |
| 2011              | 1                 | 0                 |
| 2012              | 5                 | 0                 |
| 2014              | 1                 | 0                 |
| 2015              | 1                 | 0                 |
| Total             | 14                | 0                 |

## Participaciones internacionales
| Club                         | Año     | Competencia                                                              | Resultado                               |
| ---------------------------- | ------- | ------------------------------------------------------------------------ | --------------------------------------- |
| Universidad de Chile · Chile | 2009    | Copa Libertadores Copa Sudamericana                                      | Octavos de final Cuartos de final       |
| Toluca · México              | 2009-10 | Concachampions                                                           | Semifinales                             |
| Toluca · México              | 2010-11 | Concachampions                                                           | Cuartos de final                        |
| Universidad de Chile · Chile | 2011    | Copa Sudamericana                                                        | Campeón                                 |
| Universidad de Chile · Chile | 2012    | Copa Libertadores Copa Suruga Bank Recopa Sudamericana Copa Sudamericana | Semifinales Subcampeón Cuartos de final |
| Universidad de Chile · Chile | 2013    | Copa Libertadores Copa Sudamericana                                      | Fase de grupos Octavos de final         |
| Universidad de Chile · Chile | 2015    | Copa Libertadores                                                        | Fase de grupos                          |
| Universidad de Chile · Chile | 2016    | Copa Libertadores                                                        | Primera fase                            |
| Toluca · México              | 2019    | Concachampions                                                           | Octavos de final                        |

## Estadísticas
| Club                              | Div.          | Temporada     | Liga  | Liga  | Copas nacionales | Copas nacionales | Torneos internacionales | Torneos internacionales | Total | Total |
| Club                              | Div.          | Temporada     | Part. | Goles | Part.            | Goles            | Part.                   | Goles                   | Part. | Goles |
| --------------------------------- | ------------- | ------------- | ----- | ----- | ---------------- | ---------------- | ----------------------- | ----------------------- | ----- | ----- |
| Universidad de Concepción · Chile | 1.ª           | 2002          | 1     | 0     | —                | —                | —                       | —                       | 1     | 0     |
| Universidad de Concepción · Chile | 1.ª           | 2005          | 12    | 0     | —                | —                | —                       | —                       | 12    | 0     |
| Universidad de Concepción · Chile | 1.ª           | 2006          | 17    | 0     | —                | —                | —                       | —                       | 17    | 0     |
| Universidad de Concepción · Chile | 1.ª           | 2007          | 43    | 0     | —                | —                | —                       | —                       | 43    | 0     |
| Universidad de Concepción · Chile | 1.ª           | 2008          | 12    | 1     | —                | —                | —                       | —                       | 12    | 1     |
| Universidad de Chile · Chile      | 1.ª           | 2008          | 20    | 1     | —                | —                | —                       | —                       | 20    | 1     |
| Universidad de Chile · Chile      | 1.ª           | 2009          | 27    | 1     | 1                | 0                | 15                      | 0                       | 43    | 1     |
| Toluca · México                   | 1.ª           | 2009-10       | 19    | 2     | —                | —                | 3                       | 0                       | 22    | 2     |
| Toluca · México                   | 1.ª           | 2010-11       | 27    | 2     | —                | —                | 8                       | 1                       | 35    | 3     |
| Universidad de Chile · Chile      | 1.ª           | 2011          | 19    | 1     | —                | —                | 12                      | 1                       | 31    | 2     |
| Universidad de Chile · Chile      | 1.ª           | 2012          | 32    | 0     | 1                | 0                | 17                      | 1                       | 50    | 1     |
| Universidad de Chile · Chile      | 1.ª           | 2013          | 4     | 0     | 2                | 0                | 1                       | 0                       | 7     | 0     |
| Universidad de Chile · Chile      | 1.ª           | 2013-14       | 23    | 0     | 3                | 0                | 10                      | 0                       | 36    | 0     |
| Universidad de Chile · Chile      | 1.ª           | 2014-15       | 26    | 0     | 1                | 0                | 4                       | 0                       | 31    | 0     |
| Universidad de Chile · Chile      | 1.ª           | 2015-16       | 24    | 0     | 12               | 0                | 1                       | 0                       | 37    | 0     |
| Toluca · México                   | 1.ª           | 2016-17       | 31    | 0     | 3                | 0                | —                       | —                       | 34    | 0     |
| Toluca · México                   | 1.ª           | 2017-18       | 36    | 2     | 9                | 0                | —                       | —                       | 45    | 2     |
| Toluca · México                   | 1.ª           | 2018-19       | 29    | 2     | 2                | 0                | 2                       | 0                       | 33    | 2     |
| Toluca · México                   | Total club    | Total club    | 142   | 8     | 14               | 0                | 13                      | 1                       | 169   | 9     |
| Universidad de Chile · Chile      | 1.ª           | 2019          | 6     | 1     | 2                | 0                | 0                       | 0                       | 8     | 1     |
| Universidad de Chile · Chile      | 1.ª           | 2020          | 25    | 0     | 0                | 0                | 0                       | 0                       | 25    | 0     |
| Universidad de Chile · Chile      | 1.ª           | 2021          | 29    | 0     | 3                | 0                | 0                       | 0                       | 32    | 0     |
| Universidad de Chile · Chile      | Total club    | Total club    | 235   | 4     | 25               | 0                | 60                      | 2                       | 320   | 6     |
| Club Deportivo Huachipato · Chile | 1.ª           | 2022          | 25    | 0     | 2                | 0                | —                       | —                       | 27    | 0     |
| Club Deportivo Huachipato · Chile | Total club    | Total club    | 25    | 0     | 2                | 0                | 0                       | 0                       | 0     | 0     |
| Universidad de Concepción · Chile | 2.ª           | 2023          | 14    | 1     | 2                | 0                | —                       | —                       | 16    | 0     |
| Universidad de Concepción · Chile | 2.ª           | 2024          | 22    | 1     | 2                | 0                | —                       | —                       | 24    | 0     |
| Universidad de Concepción · Chile | 2.ª           | 2025          | 9     | 0     | 4                | 0                | —                       | —                       | 13    | 0     |
| Universidad de Concepción · Chile | Total club    | Total club    | 130   | 3     | 8                | 0                | —                       | —                       | 138   | 3     |
| Total carrera                     | Total carrera | Total carrera | 532   | 15    | 49               | 0                | 73                      | 3                       | 654   | 18    |
| 1. 2. 3.                          |               |               |       |       |                  |                  |                         |                         |       |       |

## Palmarés

### Títulos nacionales
| Título             | Club                      | País   | Año     |
| ------------------ | ------------------------- | ------ | ------- |
| Copa Chile         | Universidad de Concepción | Chile  | 2008-09 |
| Primera División   | Universidad de Chile      | Chile  | 2009-A  |
| Primera División   | Deportivo Toluca          | México | 2010    |
| Primera División   | Universidad de Chile      | Chile  | 2011-C  |
| Primera División   | Universidad de Chile      | Chile  | 2012-A  |
| Copa Chile         | Universidad de Chile      | Chile  | 2012-13 |
| Primera División   | Universidad de Chile      | Chile  | 2014-A  |
| Supercopa de Chile | Universidad de Chile      | Chile  | 2015    |
| Copa Chile         | Universidad de Chile      | Chile  | 2015    |

### Títulos internacionales
| Título            | Club                 | Sede  | Año  |
| ----------------- | -------------------- | ----- | ---- |
| Copa Sudamericana | Universidad de Chile | Chile | 2011 |

### Distinciones individuales
| Distinción                         | Año    |
| ---------------------------------- | ------ |
| Mejor Defensa del año en Chile     | 2009   |
| Mejor Central Derecho por el SIFUP | 2012-A |
| Parte del Equipo Ideal de América  | 2012   |